# Parlamento da Nova Zelândia
O Parlamento da Nova Zelândia (em inglês:  New Zealand Parliament, em maori: Pāremata Aotearoa) consiste no Rei da Nova Zelândia e na Câmara dos Representantes e, até 1951, no Conselho Legislativo da Nova Zelândia. A Câmara dos Representantes é muitas vezes referida como "Parlamento".
A Câmara dos Representantes geralmente consiste em 120 Membros do Parlamento (MPs). Os MPs são diretamente eleitos por sufrágio universal. A forma de governo da Nova Zelândia segue essencialmente o Sistema Westminster e o governo é liderado pelo primeiro-ministro e o gabinete executivo, que, basicamente são 20 membros escolhidos entre os membros da Câmara dos Representantes, o gabinete é dirigido pelo Primeiro-Ministro. O Parlamento está fisicamente localizado em Wellington, a capital da Nova Zelândia desde 1865.